# جيمس إي. كوب
جيمس إي. كوب (بالإنجليزية: James E. Cobb)‏ هو قاضي ومحامي وسياسي أمريكي، ولد في 5 أكتوبر 1835 في مقاطعة أبسون في الولايات المتحدة، وتوفي في 2 يونيو 1903 في لاس فيغاس في الولايات المتحدة. حزبياً، نشط في الحزب الديمقراطي. وقد انتخب عضو مجلس النواب الأمريكي.